# مد روز (فیلم ۱۹۷۹)
مد روز (انگلیسی: Going in Style) فیلمی در ژانر زوج هنری، سرقت و کمدی به کارگردانی مارتن برست است که از سوی برادران وارنر در سال ۱۹۷۹ منتشر شد. از بازیگران آن می‌توان به جرج برنز، آرت کارنی، لی استراسبرگ، چارلز هالاهان، و پال ال اسمیت اشاره کرد.